# Bundestheater
Die österreichischen Bundestheater sind die Dachorganisation der österreichischen Staatstheater und umfassen die Staatsoper, die Volksoper und das Burgtheater mit seinen Dependancen Akademietheater und Kasino am Schwarzenbergplatz, sowie das Wiener Staatsballett und organisatorische Firmen. Mit 2500 Mitarbeitern sehen sie sich als der größte Theaterkonzern weltweit.

## Geschichte
Der ursprüngliche, im 19. Jahrhundert gegründete Theaterverbund lautete auf den Namen k.k. Hoftheater und umfasste das k.k. Hofburgtheater und die k.k. Hofoper. Die beiden Bühnen waren Bestandteile der Krongüter und unterlagen als solche der direkten Entscheidungsgewalt des Kaisers.
Nach dem Ersten Weltkrieg und dem Ende der Monarchie gingen die Krongüter gemäß dem Habsburgergesetz in den Besitz der Republik Österreich (Erste Republik) über. Im April 1919 übernahm das Staatsbudget das Defizit der beiden Bühnen. Mit Ernennung von Adolf Vetter (damaliger Direktor des Gewerbeförderungsamtes) zum Präsidenten der Staatstheaterverwaltung und Geschäftsübergabe durch die Republik im Juni 1920 war der Fortbestand der Theaterhäuser gesichert. 1931 wurde das Gagenwesen reorganisiert.
Aufgrund des Gesetzes über den Aufbau der Verwaltung in der Ostmark (Ostmarkgesetz) vom 14. April 1939 und der 6. Verordnung über die Übertragung von Aufgaben und Befugnissen des Reichsstatthalters in Österreich vom 11. Jänner 1940 unterstellte man die Staatstheater dem Wiener Reichsstatthalter.
Im Laufe des Zweiten Weltkrieges übernahm die staatliche Verwaltung des Reichsgaues Wien die Zuständigkeit. Mit dem Behörden-Überleitungsgesetz vom 20. Juli 1945, welches die Übertragung der Geschäfte von den deutschen Reichsbehörden an die Behörden der Republik Österreich gesetzlich verankert, wurde auch die Verwaltung der Bühnenhäuser übergeben. Die Dienststelle für Kunstangelegenheiten im Bundesministerium für Unterricht war ab 1945 für die Bundestheater zuständig. 
1953 wurde Ernst Marboe als Nachfolger von Egon Hilbert zum Leiter der Bundestheaterverwaltung bestellt.
Die Volksoper wurde schließlich 1955 in die „Bundestheater“ integriert.

### Bundestheaterverwaltung 1971 bis 1999
Im Jahr 1971 wurde die Bundestheaterverwaltung, im Zuge einer Ausgliederung von der Ministerialverwaltung, gegründet. Ein Gremium aus fünf Persönlichkeiten (Rudolf Gamsjäger, Gottfried Heindl, Robert Jungbluth, Gerhard Klingenberg, Albert Moser) wurde für die Leitung der neu organisierten Bundestheater vorgesehen. Der in der Folge vom damaligen Unterrichtsminister Leopold Gratz zum Generalsekretär (für administrative und wirtschaftliche Belange) ernannte Robert Jungbluth füllte diese Funktion bis 1987 aus. In den 16 Jahren seiner Amtszeit erfuhren die Bundestheater organisatorisch und betriebswirtschaftlich eine völlig neue Gestaltung. So wurde für die Ballettschule ein neues Haus im Hanuschhof gebaut sowie eine Reform der Dekorations- und Kostümwerkstätten durchgeführt. Ein Dreischicht-Betrieb für das technische Personal wurde eingeführt und die Umstellung des Kartenvertriebes auf EDV erfolgte. Robert Jungbluth sorgte für die Aufhebung des „Vorhangverbots“ im Burgtheater und des Kündigungsschutzes durch die „Zehnjahresklausel“. Weiters setzte er die Ausstrahlung bedeutender Inszenierungen im Fernsehen durch. Auf die Ära Jungbluth ging die Gründung der Gastspieltätigkeit der Österreichischen Bundestheater in Japan zurück.
Georg Springer folgte ihm als Generalsekretär von 1987 bis 1999.

### Bundestheater-Holding ab 1999
Im Zuge einer Strukturreform wurde 1998 ein Bundesgesetz, das Bundestheaterorganisationsgesetz, im Nationalrat verabschiedet. Dieses Gesetz entlässt die Bundesbühnen in die rechtliche Selbständigkeit und regelt Organisation und Aufgaben im Rahmen des kulturpolitischen Auftrages.
So wurde 1999 die Bundestheater-Holding GmbH, die zu 100 % im Eigentum des Bundes steht, gegründet. Gleichzeitig wurden als Tochtergesellschaften für die Wiener Staatsoper, Volksoper und das Burgtheater und die Theaterservice GmbH gegründet, Letztere als Dienstleister der in den Bereichen, Lager- und Transportwesen, Gebäudeverwaltung, Gebäudetechnik, Instandhaltung, IT-Service, Kostüm- und Dekorationswerkstätten, den gemeinsamen Kartenverkauf der Bundestheater.
Im Jahr 2005 wurde die ART FOR ART Kreativ-Werkstätten GmbH als 100%ige Tochter der Theaterservice GmbH gegründet. Dieser Schritt war rechtlich notwendig und von betriebswirtschaftlicher Sinnhaftigkeit, um als leistungsfähiger Partner auch auf dem freien Markt agieren zu können. Die ART FOR ART übernahm alle Dienstleistungsbereiche der Theaterservice.
Im Jänner 2023 kündigte Kulturstaatssekretärin Andrea Mayer im Zusammenhang mit dem Bekanntwerden der Anklage des Schauspielers Florian Teichtmeister wegen des Besitzes kinderpornografischen Materials eine umfassende und von externen Gutachtern begleitete Prüfung der Informationsflüsse in der Holding an. Die Vorwürfe gegen Teichtmeister waren bereits seit 2021 im Burgtheater bekannt. Direktor Martin Kušej erklärte, man habe damals eine Erhebung durchgeführt, dabei aber keine weiteren Anhaltspunkte festgestellt und daher auch keine arbeitsrechtlichen Schritte setzen können, zudem hätte Teichtmeister alle Vorwürfe glaubhaft bestritten.

## Organisation und Aufgaben
Die Bundestheater-Holding GmbH ist Mehrheitseigentümerin (51,3 %) der Theaterservice GmbH. Die übrigen 48,9 % verteilen sich zu gleichen Teilen (jeweils 16,3 %) auf die Burgtheater GmbH, die Wiener Staatsoper GmbH und die Volksoper Wien GmbH. Die ART FOR ART Kreativ-Werkstätten GmbH wiederum steht im Eigentum der Theaterservice GmbH.
Der Bund leistet als Grundlage zur Erfüllung des kulturpolitischen Auftrags der Bühnengesellschaften und zur Wahrnehmung der Aufgaben der Bundestheater-Holding eine jährliche Subvention von 138,6 Mio. Euro (Stand Geschäftsjahr 2007/2008).
Das Ballett der Wiener Staatsoper und Volksoper (Wiener Staatsballett) ist eine künstlerisch und finanziell autonome den beiden Musiktheatern untergeordnete ARGE, und ein in der Saison 2005/2006 erfolgter Zusammenschluss der bisherigen Ballett-Kompanien der Staatsoper und der Volksoper. Die Leitung wurde Gyula Harangozó übertragen. Ziel dieser organisatorischen Neuorientierung war die Steigerung der künstlerischen Qualität des Tanzes. Die Auftrittsmöglichkeiten wurden wesentlich erhöht, indem in beiden Häusern drei bis vier Neuproduktionen pro Saison durchgeführt werden. Das Ballet arbeitet künstlerisch und finanziell unabhängig.
Die Wirtschaftskammer Wien gab beim Institut für Höhere Studien (IHS) eine Untersuchung über die „wirtschaftlichen Auswirkungen der Österreichischen Bundestheater auf die Wirtschaftskraft in Wien sowie auf Gesamtösterreich“ in Auftrag gegeben. Die Ergebnisse dazu wurden im Jänner 2008 veröffentlicht. Die gesamtökonomische Wirkung der Bundestheater, bezogen auf das Geschäftsjahr 2005/2006, betrug 432,64 Mio. Euro.
Von 1999 bis 2014 war Georg Springer Geschäftsführer der Bundestheater-Holding, ihm folgte Günter Rhomberg nach. Im Dezember 2015 wurde bekannt, dass im April 2016 Christian Kircher Geschäftsführer der Bundestheater-Holding werden soll. Kircher legte im Februar 2017 seine erste Bilanz als Geschäftsführer vor.

### Kernaufgaben der Bundestheater-Holding
- strategische Führung der Tochtergesellschaften
- Controlling
- finanzielle Absicherung der Bühnengesellschaften als Voraussetzung für die Erfüllung ihres kulturpolitischen Auftrages
- einheitliche Regelung von Grundsatzfragen des Konzerns und deren Durchsetzung
- Verhandlung und Abschluss von Kollektivverträgen für die Konzernbetriebe
- Instandhaltung der, in den Fruchtgenuss übertragenen, historischen Theatergebäude (Burg- und Akademietheater, Wiener Staatsoper, Volksoper)

### Der Konzern in Zahlen
Die Bundestheater-Holding (mit allen Gesellschaften) beschäftigte im Geschäftsjahr 2006/2007 circa 2.450 Mitarbeiter (davon 1.060 Künstler, 1.172 Mitarbeiter als technisches Personal, restliche sind Angestellte, Vertragsbedienstete und Beamte). Diese sorgten in diesem Zeitraum für den reibungslosen Ablauf der 1.471 Vorstellungen mit insgesamt 1.314.587 Besuchern.
Die Bühnenhäuser erspielten Umsatzerlöse von 55,3 Mio. Euro. Die Subvention vom Bund betrug 133,6 Mio. Euro. Sponsoring und sonstige Erlöse betrugen 23,8 Mio. Euro. Dem Gesamterlös von 212,7 Mio. Euro stehen Personalkosten von 149,2 Mio. Euro gegenüber.
Für die Instandhaltung der historischen Gebäude und deren Inneneinrichtung wurde im Geschäftsjahr 2006/2007 ca. 2 Mio. Euro (exkl. MwSt.) aufgewendet.
Die Bundestheater-Holding mbH gilt als der größte Theaterkonzern der Welt.

### Publikumsforum der Holding
Als Organ der Holding wird ein Publikumsforum eingesetzt, das die Interessen der Besucher der Bühnengesellschaften wahrnehmen soll. Es besteht aus zwölf Mitgliedern aus dem Kreis der Theaterbesucher und wird für eine Funktionsperiode von drei Jahren gewählt. Das Publikumsforum hält pro Kalenderjahr und Bühnengesellschaft mindestens zwei Publikumsgespräche ab. Gegenstand dieser Publikumsgespräche sind die Erfüllung des kulturpolitischen Auftrages, Marketing, Kartenvertrieb sowie tatsächliche Organisationsabläufe von Publikumsinteresse.